# ۸۴۷ (خورشیدی)
۸۴۷ هشتصد و چهل و هفتمین سال هجری خورشیدی است.